# Banabuiú
Banabuiú är en kommun i Brasilien.   Den ligger i delstaten Ceará, i den östra delen av landet, 1 500 km nordost om huvudstaden Brasília. Antalet invånare är 17 320.
Omgivningarna runt Banabuiú är huvudsakligen savann. Runt Banabuiú är det glesbefolkat, med 11 invånare per kvadratkilometer.